# Nicko McBrain

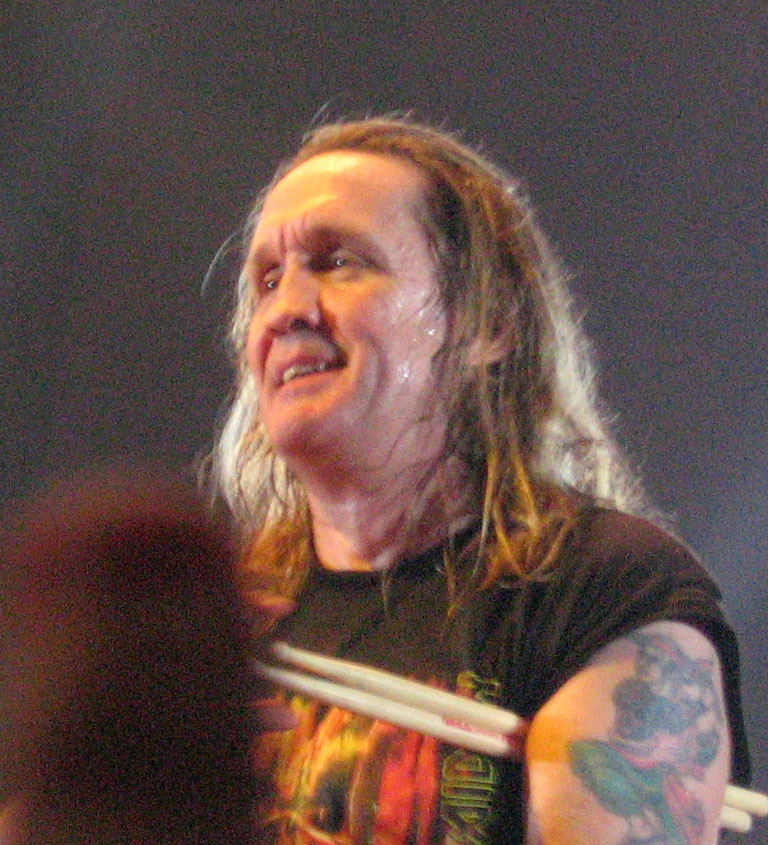
Nicko McBrain

Michael Henry McBrain, mai cunoscut ca Nicko McBrain (născut pe 5 iunie 1952, în Londra, Anglia) este toboșarul formației britanice de heavy metal, Iron Maiden. El s-a alăturat formației în 1983, înaintea înregistrării albumului Piece of Mind.

## Discografie

### Pat Travers
- Making Magic (1977)
- Putting it Straight (1977)

### Trust
- Savage (1982)

### Iron Maiden
- Piece of Mind (1983)
- Powerslave (1984)
- Live After Death (Live,1985)
- Somewhere in Time (1986)
- Seventh Son of a Seventh Son (1988)
- No Prayer for the Dying (1990)
- Fear Of The Dark (1992)
- Live at Donington (Live, 1992)
- A Real Live One (Live, 1993)
- A Real Dead One (Live, 1993)
- The X Factor (1995)
- Virtual XI (1998)
- Brave New World (2000)
- Rock in Rio (Live, 2002)
- Dance of Death (2003)
- Death on the Road (Live, 2005)
- A Matter of Life and Death (2006)